# Райчич, Марина
Марина Райчич (черног. Марина Рајћић / Marina Rajčić), в девичестве Вукчевич (серб. Марина Вукчевић / Marina Vukčević; род. 24 августа 1993, Подгорица) — черногорская гандболистка, вратарь клуба «Шиофок», серебряный призёр Олимпийских игр 2012 года и чемпионка Европы 2012 года.

## Карьера

### Клубная
Воспитанница школы клуба «Будучност» из Подгорицы, в команде играла 2009 года. Чемпионка Черногории (2010, 2011, 2012, 2013, 2014 и 2015) и обладательница Кубка Черногории (2010, 2011, 2012, 2013, 2014 и 2015), победительница Кубка обладателей кубков ЕГФ 2009/2010, победительница Лиги чемпионов ЕГФ 2011/2012 и 2014/2015. В сезоне 2015/2016 перешла в «Мец», в его составе — чемпионка Франции 2015/2016.

### В сборной
В сборной провела 44 игры. Серебряный призёр Олимпийских игр 2012 года, чемпион Европы 2012 года. Выступала также на юношеском чемпионате мира 2010 года, где завоевала бронзовую медаль и титул лучшего вратаря турнира, попав в символическую сборную чемпионата.